# Fossa Carolina

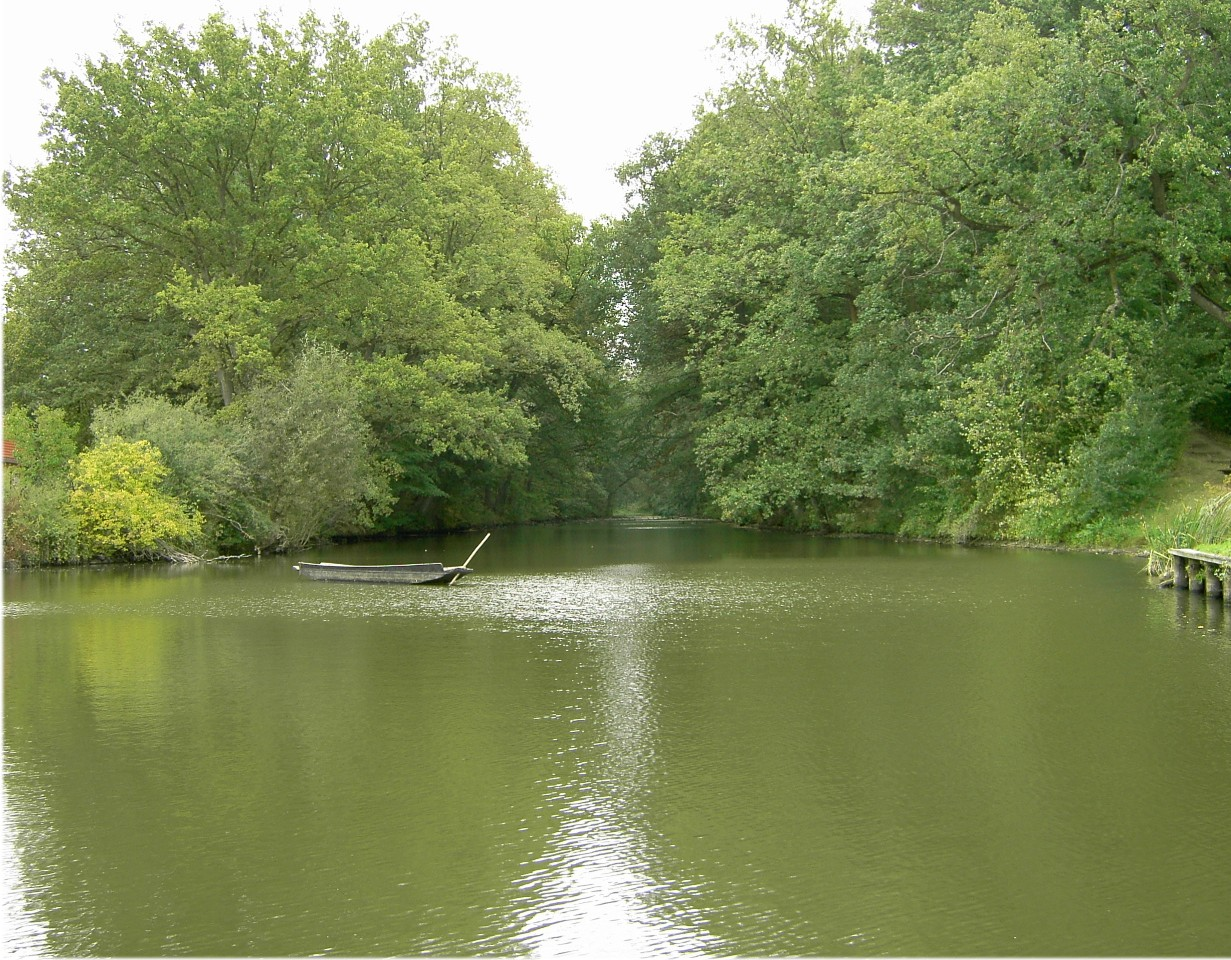
Reste der Fossa Carolina in Graben bei Treuchtlingen

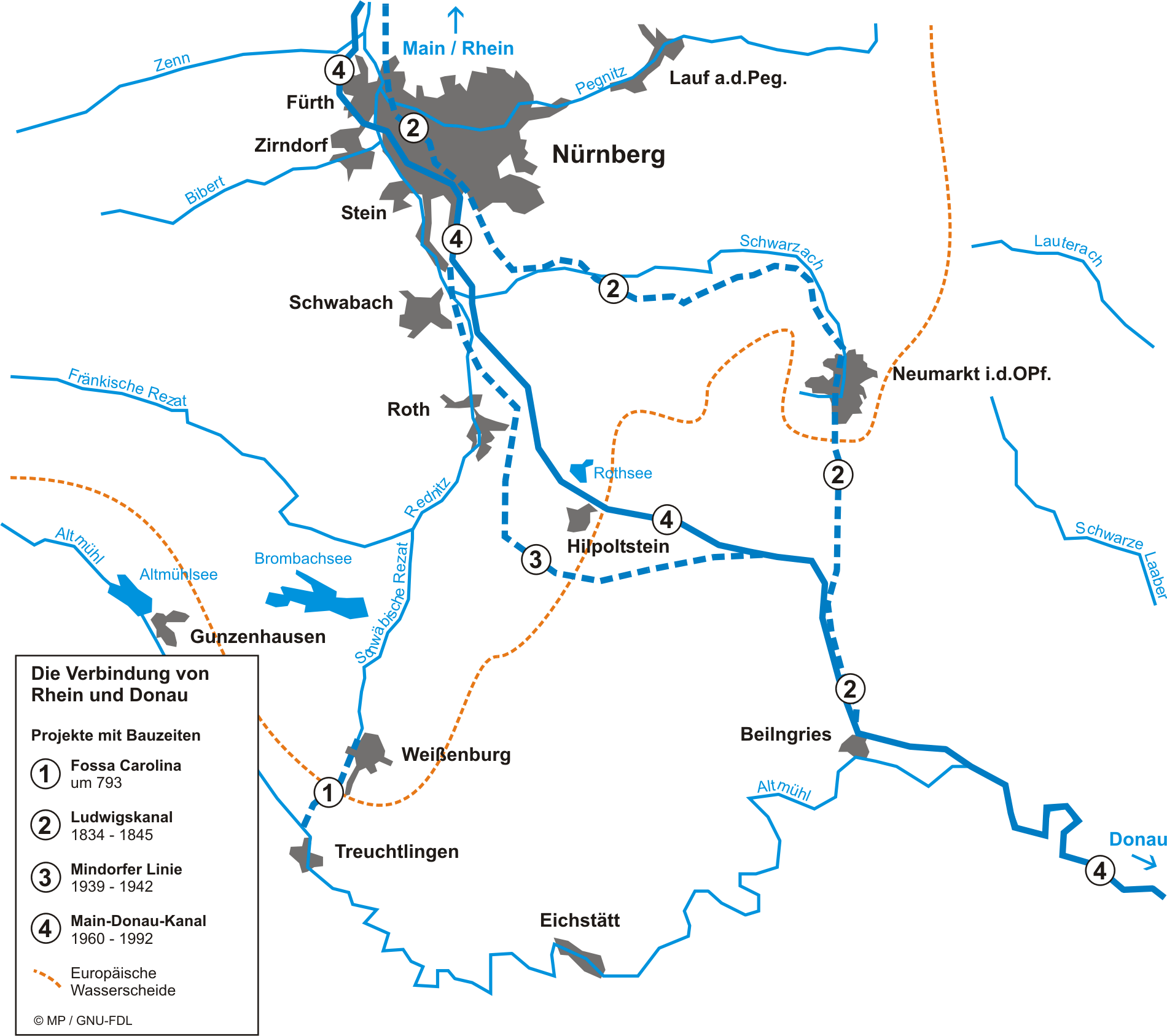
Die verschiedenen Projekte zur Verbindung von Main und Donau

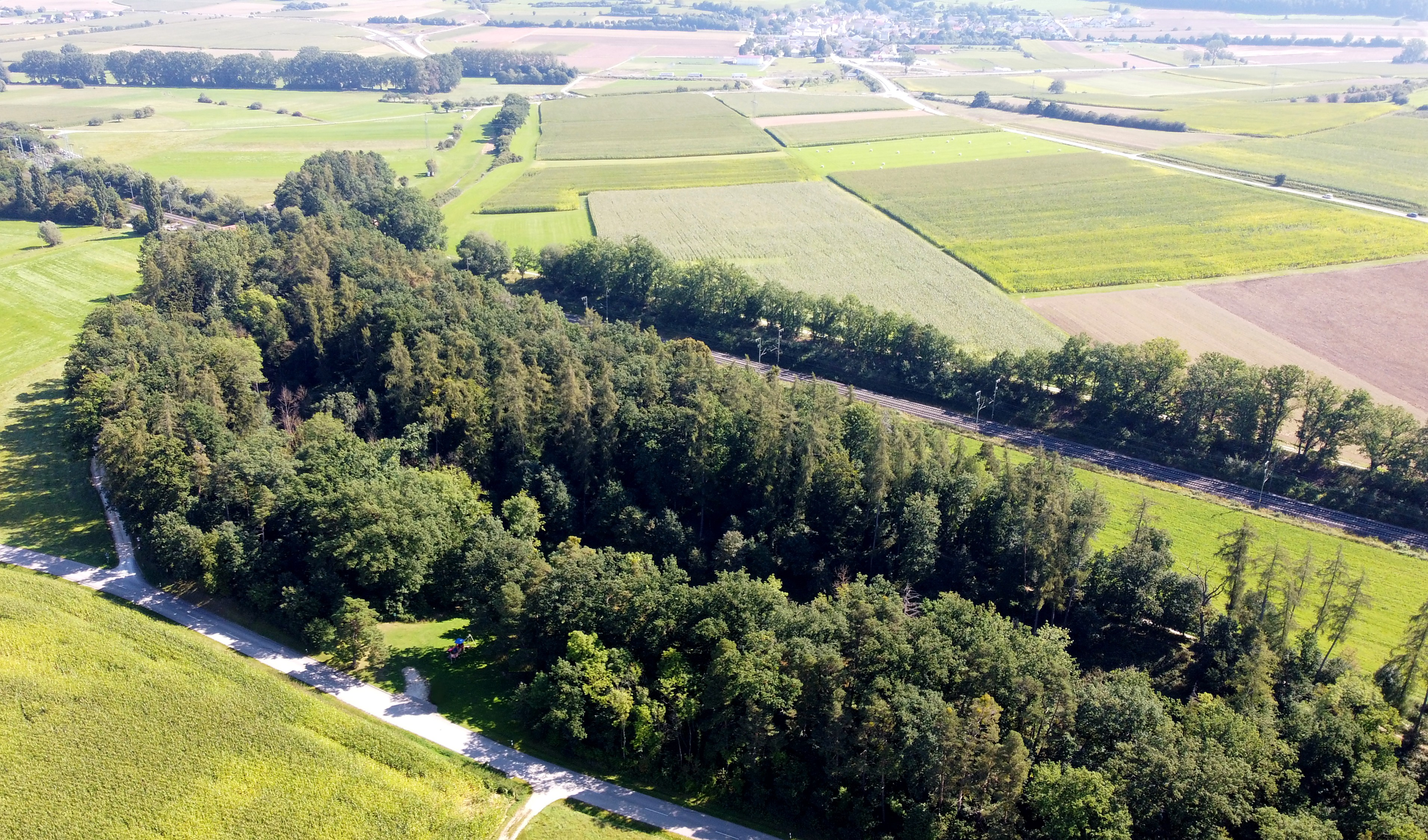
Reste der Fossa Carolina aus der Luft

Die Fossa Carolina (auch der Karlsgraben genannt) war ein Kanalbauprojekt Karls des Großen, um für die Schiffe seiner Zeit eine befahrbare Verbindung zwischen dem Flusssystem des Rheins und dem der Donau herzustellen. Als geeignet zur Überquerung der Europäischen Hauptwasserscheide erwies sich eine Stelle zwischen der zum Flusssystem des Rheins gehörenden Schwäbischen Rezat und der zur Donau fließenden Altmühl, bei der sich beide Flüsse bis auf nur 1800 Meter annähern. Dort finden sich noch heute beeindruckende Kanalreste beim Ort Graben, einem Gemeindeteil von Treuchtlingen im mittelfränkischen Landkreis Weißenburg-Gunzenhausen. Während vor Jahren von Wissenschaftlern die Meinung vertreten wurde, dass der Kanal komplett schiffbar war, mehrten sich seit dem Beginn der archäologischen Untersuchungen im Jahre 2012 die Hinweise, dass die Bauarbeiten abgebrochen wurden und der Kanal nicht fertiggestellt wurde.

## Zweck
Das Bauwerk sollte in der Zeit der Karolinger in den 790er Jahren eine Verbindung zwischen dem Flusssystem des Rheins und dem der Donau herstellen. Der Karlsgraben ist in dieser Hinsicht ein Vorläufer des Ludwig-Donau-Main-Kanals und des Main-Donau-Kanals. Ziel der Unternehmung war die Verbesserung der Verkehrssituation für die Händler, die den Weg vom Rhein in Richtung Donau mit ihren Schiffen zunächst über den Main bis hin nach Weißenburg an der Schwäbischen Rezat befuhren, wo der bequeme Handelsweg kurz vor der Europäischen Hauptwasserscheide endete. Er überwand die europäische Wasserscheide südwestlich von Dettenheim auf einer Höhe von 419 m ü. NHN. Der Kanal sollte es ermöglichen, dass Händler aus beiden angrenzenden Flusssystemen per Schiff in das jeweils andere gelangten und so ihren Handlungsradius ausdehnten. Die in der Literatur häufig zu findende These, der Kanal sei aus militärischen Gründen gebaut worden, um Karls Kriegsflotte von der Donau wieder in den Rhein zu bringen, gilt als nicht mehr haltbar. Strategische Motive seien nicht ausschlaggebend gewesen, zumal dem König und späteren Kaiser Karl in beiden Flusssystemen genug Schiffe für militärische Operationen zur Verfügung standen. Durch neue Forschungen und insbesondere Datierung werden strategische Gründe wieder diskutiert.

## Geschichte

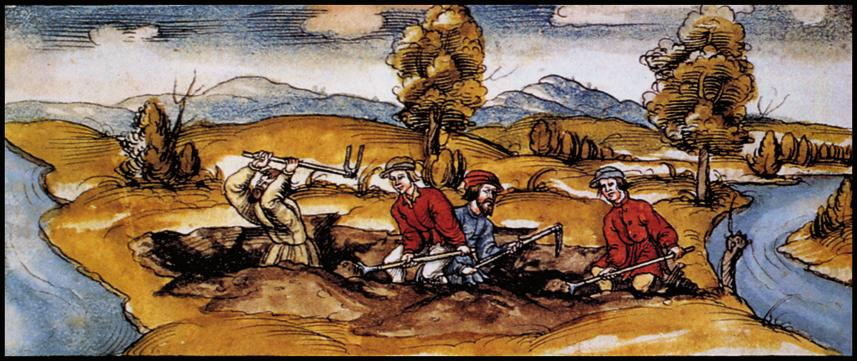
Bau des Karlsgrabens, künstlerische Darstellung in der Würzburger Bischofschronik des Lorenz Fries (16. Jahrhundert).

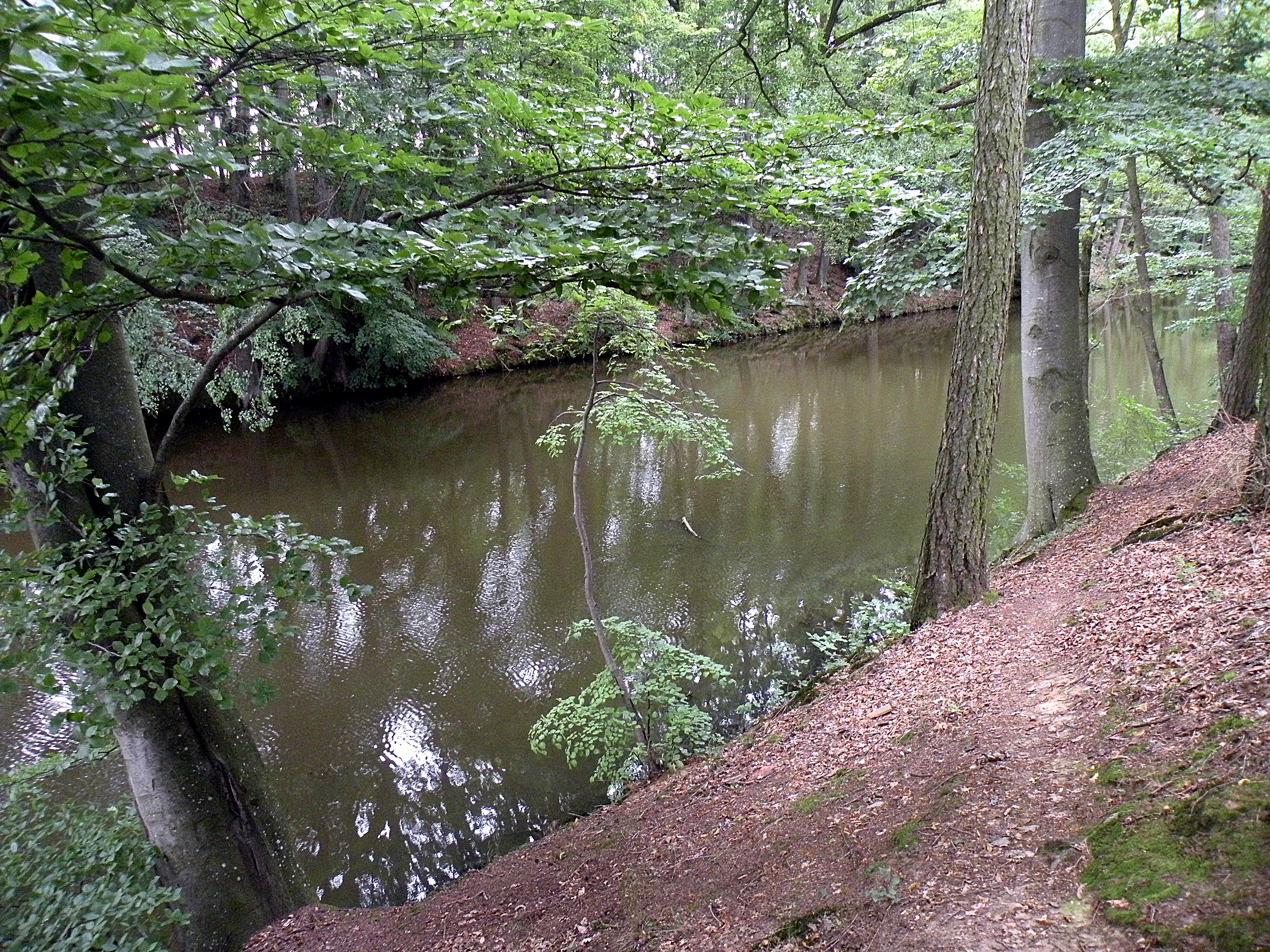
Reste der Fossa Carolina nördlich von Graben

Nach bisherigen Erkenntnissen begannen 792 die Vorbereitungsarbeiten zum Bau des Karlsgrabens unter unsicheren politischen Vorzeichen, die von Konflikten mit Pippin dem Buckeligen und Herzog Tassilo geprägt waren.
Im Jahr 793 ließ Karl der Große beim heutigen Ort Graben bei Treuchtlingen einen etwa drei Kilometer langen Kanal ausheben, der die Verbindung zwischen dem Sualafeldgau und dem Nordgau herstellten sollte.
Die Aussagen von Chronisten, unglückliche Boden- und Witterungsverhältnisse hätten zum Abbruch des Projekts geführt, wurden lange als unzutreffend angesehen. Dass der als fertig und benutzbar angesehene Kanal kaum genutzt und schon bald nach seinem Bau wieder aufgegeben wurde, schrieb man folgenden Gründen zu, nämlich dem großen Aufwand, den die Kanalpassage erforderte, und Wegzöllen, die den Bau amortisieren sollten. Die Mühen lohnten sich für die Händler im täglichen Geschäft offensichtlich nicht. Es gibt auch Hypothesen, nach denen der Kanal länger in Gebrauch war.
Überholt ist eine zeitlich wesentlich frühere Einordnung des Karlsgrabens, der als Beschäftigungsmaßnahme für die nahegelegene römische Garnison im Kastell Biriciana bei Weißenburg (90–253 n. Chr.) zugleich eine schiffbare Verbindung zu anderen Truppenteilen am Niederrhein hergestellt hätte. Gegen diese These sprach insbesondere, dass der durch den Graben entstandene Schifffahrtsweg teilweise auf nicht-römischem Gebiet gelegen hätte. Seit der dendrochronologischen Ermittlung des Zeitraumes in den Jahren 792 und 793, in dem die beim Kanalbau verwendeten Eichen gefällt wurden, besteht am Auftraggeber Karl dem Großen kein Zweifel mehr.
Die frühen Kanalbauten bestanden bis zur Entwicklung der Kammerschleuse aus einer Reihe von dammbegrenzten Wasserhaltungen. Dazwischen wurden die Niveauunterschiede auf Rutschen oder Rollen überwunden. Nahe beim Karlsgraben wurde zur Wasserversorgung der Scheitelebene ein Stausee erbaut. Ein jüngst an der Altmühl bei Treuchtlingen entdeckter frühmittelalterlicher Damm wurde zunächst als Staudamm zur Wasserversorgung des Kanals gedeutet, bis eine C-14-Datierung für dessen geringeres, hochmittelalterliches Alter sprach. Des Weiteren konnte nachgewiesen werden, dass zur Versorgung des nördlichen Kanalabschnittes mit Wasser das Bachbett der jungen Rezat verlegt wurde. Nach allem war der Karlsgraben für die zu jener Zeit übliche Binnenschifffahrt mit flachen Kähnen durchaus geeignet.
Heute sind von der Fossa Carolina eine etwa 500 Meter lange Wasserfläche und angrenzende bis zu 10 Meter hohe Erdwälle aus Aushubmaterial erhalten.

## Archäologische Ausgrabungen
Im Herbst 2012 begann eine Untersuchung der Reste des Baudenkmals im Rahmen eines interdisziplinären Projektes der Deutschen Forschungsgemeinschaft durch Wissenschaftler der Universitäten Jena und Leipzig und des Bayerischen Landesamts für Denkmalpflege. Laut dem Jenaer Archäologen Lukas Werther hatte der mindestens drei Kilometer lange Karlsgraben eine schiffbare Breite von fünf bis sechs Metern und war vermutlich 70 Zentimeter tief. Für die Uferbefestigung sind laut Werther mehrere Zehntausend Eichenbohlen in den Grund gerammt worden.
Die naturwissenschaftliche Datierung der ausgegrabenen Eichenbohlen mittels Dendrochronologie ergab mit großer Sicherheit, dass die Eichen in den Jahren 792 und 793 n. Chr. gefällt wurden. Das noch nicht oder unvollständig ausgebildete Spätholz des Jahres 793 weist auf einen Fällzeitraum zwischen Sommer 792 und Herbst 793 hin. Der Herbst 793 wird sowohl in den Reichsannalen als auch in den Einhardsannalen als die Bauzeit des Kanals angegeben, in der Karl der Große an der Baustelle zugegen war.
Zu diesen Untersuchungen fanden von Oktober 2014 bis Ende Juli 2015 umfangreiche archäologische und geoarchäologische Untersuchungen bei Dettenheim statt. Hier ging es neben umfangreichen Rettungsgrabungen, die durch die Errichtung einer Umgehungsstraße für Dettenheim stattfinden mussten, im Rahmen eines Projekts der Deutschen Forschungsgemeinschaft (DFG) um den Beweis einer Theorie, die in dem Straßendamm von Dettenheim nach Treuchtlingen eine karolingische Gründung mutmaßte, um hier Wasser für den Karlsgraben anzustauen und über die Schwäbische Rezat dorthin abzugeben. Die Theorie erwies sich als hinfällig.
Weitere Forschungsgrabungen am Graben selbst fanden im Sommer 2016 statt.
Forscher der Universitäten Jena, Leipzig und Kiel verglichen mit dem Computer den historischen Kanalverlauf mit der Ideallinie, die ein heutiger Ingenieur anhand der geologischen Daten wählen würde. Die ermittelte Trassenführung stimmt frappierend mit der historischen überein. Direkt an der Wasserscheide kreuzen sich die Linien sogar. Westlich von Graben zwischen den sichtbaren Resten des historischen Kanals und der Altmühl fanden die Forscher keinerlei Spuren eines schiffbaren Kanals.

### Sonderausstellung
Die bisherigen Ergebnisse des Forschungsprojektes wurden 2014 in einer Sonderausstellung in Mainz im Museum für Antike Schifffahrt des Römisch-Germanischen Zentralmuseums und in München präsentiert. Eine ursprünglich nicht geplante weitere Ausstellung fand wegen des großen Interesses vor Ort in Treuchtlingen statt. Im Begleitband zur Ausstellung Großbaustelle 793 – Das Kanalprojekt Karls des Großen zwischen Rhein und Donau berichteten die beteiligten Wissenschaftler in über 25 Beiträgen von den neuesten Erkenntnissen.

### Pressekonferenz in Weißenburg
Bei einer Pressekonferenz Anfang Juli 2017 in Weißenburg berichtete Projektleiter Lukas Werther von der Universität Jena über weitere Erkenntnisse, die aus den detaillierten Untersuchungen der Jahresringe der Eichenbohlen ermittelt wurden, die in den drei Grabungsstellen gefunden wurden. Zwei Grabungsstellen lagen im Norden nahe der Schwäbischen Rezat kurz vor Weißenburg und eine im Mittelteil zwischen Grönhart und Dettenheim.
So ergab sich, dass das  Fällen der für die Uferbefestigung benötigten Eichen schon im Winterhalbjahr 792/793 begann. Der Aushub bei den beiden nördlichen Grabungsstellen fand im April/Mai 793 statt, der Aushub bei der Grabungsstelle im Mittelteil erfolgte im September/Oktober 793.
Somit war der Kanalbau schon weit fortgeschritten, als Karl der Große im Herbst des Jahres 793 die Baustelle besuchte. Über diesen Besuch steht in den fränkischen Reichsannalen: Der König erreichte zur Herbstzeit von Regensburg auf dem Schiffsweg den großen Graben zwischen Altmühl und Rezat. Dieses Zitat haben Wissenschaftler seit über 100 Jahren so gedeutet, dass Karl der Große zum ersten Spatenstich angereist war, womit sie somit falsch lagen.

## Schutz

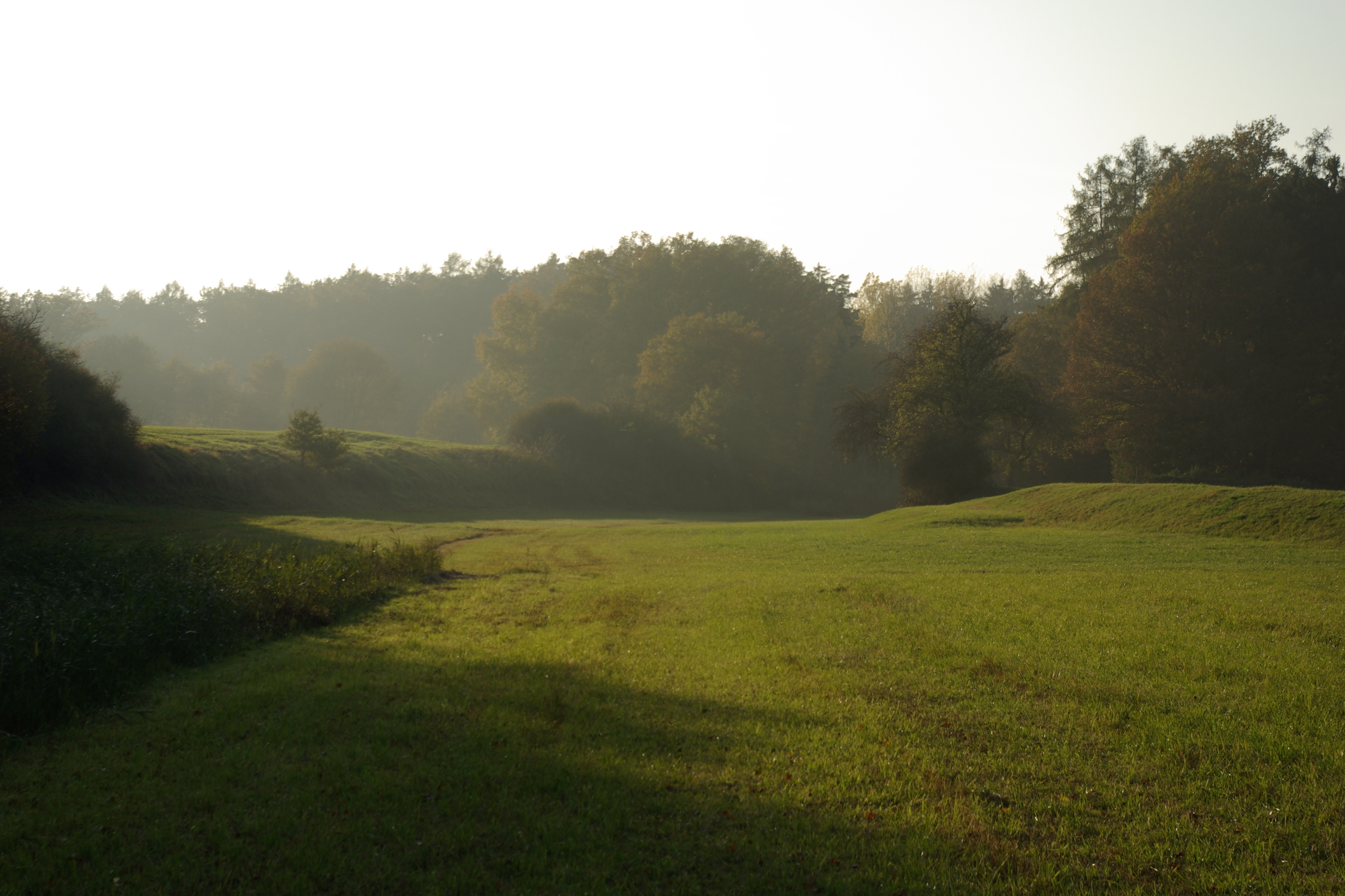
Reste der Fossa Carolina nordöstlich von Graben

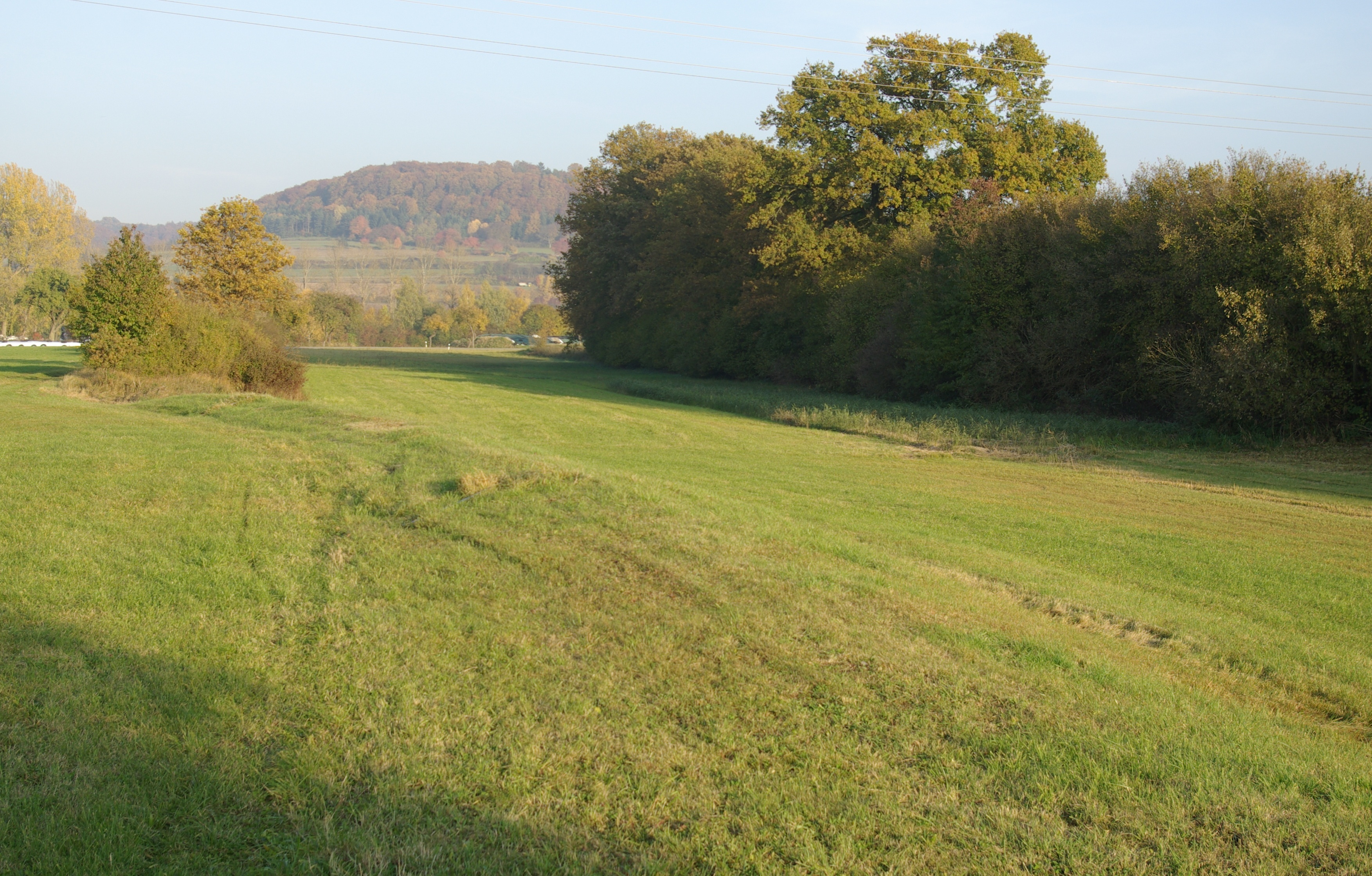
Reste der Fossa Carolina nordöstlich von Graben

Die Fossa Carolina ist vom Bayerischen Landesamt für Umwelt als Geotop 577G003 ausgewiesen (siehe hierzu die Liste der Geotope im Landkreis Weißenburg-Gunzenhausen). Zugleich wurde die Fossa Carolina in die Liste der schönsten Geotope in Bayern aufgenommen. Die Fossa ist ein eingetragenes Naturdenkmal.
Das Bauwerk ist unter der Denkmalnummer D-5-77-173-84 als Baudenkmal vom Bayerischen Landesamt für Denkmalpflege in die Bayerische Denkmalliste eingetragen. Die untertägigen und obertägigen Bestandteile sind als Bodendenkmal unter der Denkmalnummer D-5-7031-0168 und D-5-7031-0181 eingetragen. Die Fossa Carolina gehört zum geschützten Bauensemble Fossa Carolina mit Ortskern Graben.

## KarlsgrabenWelt
Die Nachbarstädte Treuchtlingen und Weißenburg haben im Herbst 2018 zusammen mit Bund und Freistaat Bayern das rund 19 Hektar große Gelände gekauft, in dem das Kanalfragment verläuft. Um das einzigartige Bodendenkmal von europäischem Rang aufzuwerten, soll dort die KarlsgrabenWelt entstehen, in der in frei zugänglichen Installationen und Mitmachstationen die Besucher in die Zeit des Kanalbaues versetzt werden.
Die Karlsgraben-Ausstellung im Treuchtlinger Gemeindeteil Graben wurde geschlossen. Sie befand sich im Jurastadl des Dreiseithofs der Familie Hüttinger, in Sichtweite der historischen Wasserfläche. Die Ausstellung wurde 1993 von Hans Trögl, dem damaligen Leiter des Nürnberger Talsperren-Neubauamts konzipiert und von Susanne und Rainer Hüttinger über ein Vierteljahrhundert mit großem persönlichen Engagement betreut. Als Ende 2020 der Pachtvertrag mit der Stadt Treuchtlingen auslief, waren sich Kommune und Familie über die Schließung rasch einig, auch wegen der aktualisierten und neuartigen, im Entstehen begriffenen Präsentationskonzepte.